# Xã Good Luck, Quận Williams, Bắc Dakota
Xã Good Luck (tiếng Anh: Good Luck Township) là một xã thuộc quận Williams, tiểu bang Bắc Dakota, Hoa Kỳ. Năm 2010, dân số của xã này là 26 người.